# 諏訪山古墳群 (美里町)
諏訪山古墳群（すわやまこふんぐん）は、埼玉県美里町にある古墳群。
美里町と深谷市の境界、南北に連なる諏訪山丘陵の尾根に所在する古墳群で、帆立貝形古墳と円墳で構成されている。1962年（昭和37年）に長坂古墳、清水谷古墳、玄蕃谷古墳の調査が行われた。
- 美里諏訪山古墳
墳長39メートルの南に前方部を向けた帆立貝形古墳。墳丘から円筒埴輪出土。5世紀末の築造。